# パレート改善
パレート改善（パレートかいぜん）とは、パレート効率性の概念において、ある集団に対するある資源の分配を変更する際に、誰の効用も悪化させることなく、少なくとも一人の効用を高めることができるように資源配分を改善することである。全員の効用を高める事ができる場合にもパレート改善と呼ぶ場合もある。このパレート改善によるパレート基準が現実の経済政策に適用されるためには、潜在的な財の移転を想定した補償原理（カルドア・ヒックス基準）が求められる。

## パレート改善基準の性質
パレート改善という基準は任意の２つの異なる社会状態を順位づけることはできない。

## パレート改善の例
山口一男（社会学者・シカゴ大学教授）は、パレート改善の例として、選択的夫婦別姓制度の導入を挙げている。